# Alegeri prezidențiale în Madagascar, 2006
Alegerile prezidențiale din Madagascar din 2006 au avut loc pe 3 decembrie 2006. Președintele în funcție, Marc Ravalomanana⁠(d), ales în 2002 în urma unor dispute legate de rezultatele alegerilor, a candidat pentru un al doilea mandat. Pe 9 decembrie 2006, Ravalomanana a fost declarat câștigător din primul tur, cu 55% din voturi.

## Context
În luna mai 2006, data alegerilor a fost mutată mai devreme, fiind stabilită pentru 3 decembrie, cu câteva săptămâni înainte de termenul inițial. Autoritățile au justificat această schimbare prin dorința de a evita impactul negativ al sezonului ploios asupra desfășurării alegerilor. Curtea Constituțională a aprobat această decizie, considerând că nu încalcă prevederile constituționale. Conform constituției, alegerile trebuie să aibă loc între 30 și 60 de zile înainte de sfârșitul mandatului prezidențial. Totuși, unii candidați din opoziție nu au fost de acord cu schimbarea și au cerut amânarea alegerilor, susținând că alegerile nu ar trebui să aibă loc înainte de 25 decembrie.

## Candidații
Fostul viceprim-ministru Pierrot Rajaonarivelo⁠(d), lider al partidului de opoziție AREMA, și aflat în exil, a fost considerat principalul oponent al lui Ravalomanana, dar nu a fost lăsat să candideze. I s-a interzis accesul în Madagascar și, într-o ocazie, autoritățile au închis aeroportul din Toamasina pentru a-l împiedica să intre în țară. De asemenea, candidatura sa a fost respinsă deoarece nu a putut semna personal documentele necesare pentru înregistrare, fiind blocat în exil. Rajaonarivelo fusese condamnat în absență pentru deturnare de fonduri și risca să fie arestat la întoarcerea în Madagascar.
Pe lângă Ravalomanana, alți candidați importanți au inclus fostul viceprim-ministru Herizo Razafimahaleo⁠(d), fostul prim-ministru și președinte interimar Norbert Ratsirahonana⁠(d), Roland Ratsiraka⁠(d) (nepotul fostului președinte Didier Ratsiraka⁠(d)) și Jean Lahiniriko⁠(d), fost președinte al Adunării Naționale. De asemenea, o femeie, Elia Ravelomanantsoa⁠(d), a candidat la alegerile prezidențiale.
Un alt candidat, generalul pensionat Andrianafidisoa⁠(d) (cunoscut sub numele de Fidy), a distribuit pliante în care anunța o lovitură de stat militară după ce candidatura sa a fost respinsă din cauza neplății unei depuneri obligatorii. Acest act a dus la o confruntare militară, în urma căreia un soldat a fost raportat ca fiind ucis, iar avionul lui Ravalomanana a fost redirecționat din cauza unor posibile riscuri. Situația a fost descrisă ulterior ca fiind calmă, fără a exista semne de lovitură de stat. Fidy a negat ulterior acuzațiile, considerând că a fost vorba de o neînțelegere. Pe 22 noiembrie 2006, majoritatea candidaților prezidențiali l-au sprijinit pe Fidy, susținând că acesta apără constituția și interesele naționale.

## Rezultate
Primele rezultate din capitala Antananarivo, unde Ravalomanana avea un sprijin majoritar, au arătat că acesta a obținut 70% din voturi. Contracandidații Norbert Ratsirahonana și Herizo Razafimahaleo au obținut 11%, respectiv 7% din voturi, în timp ce Roland Ratsiraka a obținut aproximativ 5%. După numărarea voturilor din aproximativ 14% dintre secțiile de votare, Ravalomanana avea 66% din voturi, iar Ratsiraka era pe locul al doilea cu 9%. Pe 8 decembrie, cu 82% din voturi numărate, numărătoarea a fost temporar suspendată din cauza unor probleme tehnice.
Pe 9 decembrie, cu 96% din voturi numărate, Ravalomanana avea 55% din voturi și a fost declarat câștigător. Jean Lahiniriko era pe locul al doilea cu 11%. Buletinele de vot pentru candidații Monja Roindefo⁠(d), Philippe Tsiranana, Ferdinand Razakarimanana și Manandafy Rakotonirina⁠(d) nu au fost disponibile la secțiile de votare, deoarece aceștia nu respectaseră termenul limită pentru depunerea buletinelor de vot. Guvernul a refuzat să accepte buletinele depuse ulterior și a avertizat că orice tentativă de distribuire a acestora în ziua alegerilor va fi sancționată.
Conform rezultatelor preliminare, 61% din cei 7,3 milioane de alegători înregistrați au participat la vot. Ministerul de Interne al Madagascarului a anunțat că Ravalomanana a obținut 55% din voturi, Jean Lahiniriko 12% Roland Ratsiraka 10%, iar Herizo Razafimahaleo 9%. Directorul de campanie al lui Lahiniriko a contestat rezultatele, afirmând că Ravalomanana ar fi obținut doar 49%.
Pe 23 decembrie 2006, Curtea Constituțională a confirmat victoria lui Ravalomanana, care a fost învestit pentru al doilea mandat pe 19 ianuarie 2007.